# Gonçal I de Ribagorça
Gonçal I de Ribagorça (? - 1045) fou infant de Navarra i Castella i comte de Ribagorça i Sobrarb (1035-1045).

## Orígens familiars
Tercer fill del rei Sanç III de Navarra i la seva esposa la reina Múnia I de Castella.
Al morir Sanç III, la vasta herència fou dividida entre els seus fills: així Ramir I rebé el Regne d'Aragó, Ferran I rebé el Regne de Castella i Garcia IV rebé el Regne de Navarra, mentre Gonçal es quedà amb la Ribagorça i el Sobrarb.
Morí assassinat el 26 de juny de 1045, passant els seus drets al seu germanastre Ramir I d'Aragó.